# José Manuel Baños
José Manuel Baños Centurión (La Paz, 20 de junio de 1889-desconocido) fue un hacendado, funcionario y político argentino que se desempeñó como gobernador del Territorio Nacional del Chubut entre 1932 y 1941.

## Biografía
Nació en La Paz (provincia de Entre Ríos) el 20 de junio de 1889, hijo de Don Manuel Baños y Baños y de Doña Celina Centurión Barrios. Se radicó en el Territorio Nacional del Chubut, donde fue empleado del Banco de la Nación Argentina y del Banco Hipotecario Nacional en las sucursales de Trelew.
En 1927, fue interventor Compañía Mercantil del Chubut. También fue hacendado, siendo fundador y presidente de la Sociedad Rural del Chubut.
El 8 de marzo de 1928, contrae matrimonio con María Ester Indiana Fernández, chilena, en Río Gallegos, Santa Cruz. Tuvo una hija.
En 1932 fue designado gobernador del Chubut por el presidente Agustín P. Justo. Volvió a ser designado en tal cargo sucesivamente en 1935 y 1938 (hasta 1941), siendo una de las gestiones de gobierno más extensas de dicho territorio. En su gestión, se creó la localidad de Veintiocho de Julio (en la zona rural de Tyr Halen), buscó profesionalizar a la policía territorial y gestionó ante el gobierno nacional la extensión del Ferrocarril Central del Chubut hacia el valle 16 de Octubre. Por otra parte, defendió a ganaderos extranjeros que disputaron tierras de los pueblos originarios en Alto Río Mayo.
Más tarde se radicó en Río Grande (Tierra del Fuego).